# Капа (лесопарк)
Капа (эст. Kapa männik) — лесопарк в Эстонии в центре посёлка Кохила, занимающий площадь в 3,2 гектара. 
На территории лесопарка находится также липовая аллея, которая расположена вдоль улицы Тёэстузе.
В лесопарке преобладают хвойные виды деревьев, такие, как сосна обыкновенная и ель европейская. Встречаются также лиственные деревья: берёза повислая, липа сердцевидная, клён остролистный, черёмуха обыкновенная, рябина, ива, дуб.
В лесопарке есть освещение, скамейки, турники, площадка для выгула собак.
Лесопарк находится под охраной государства.